# Telegrafberget, Tyresö

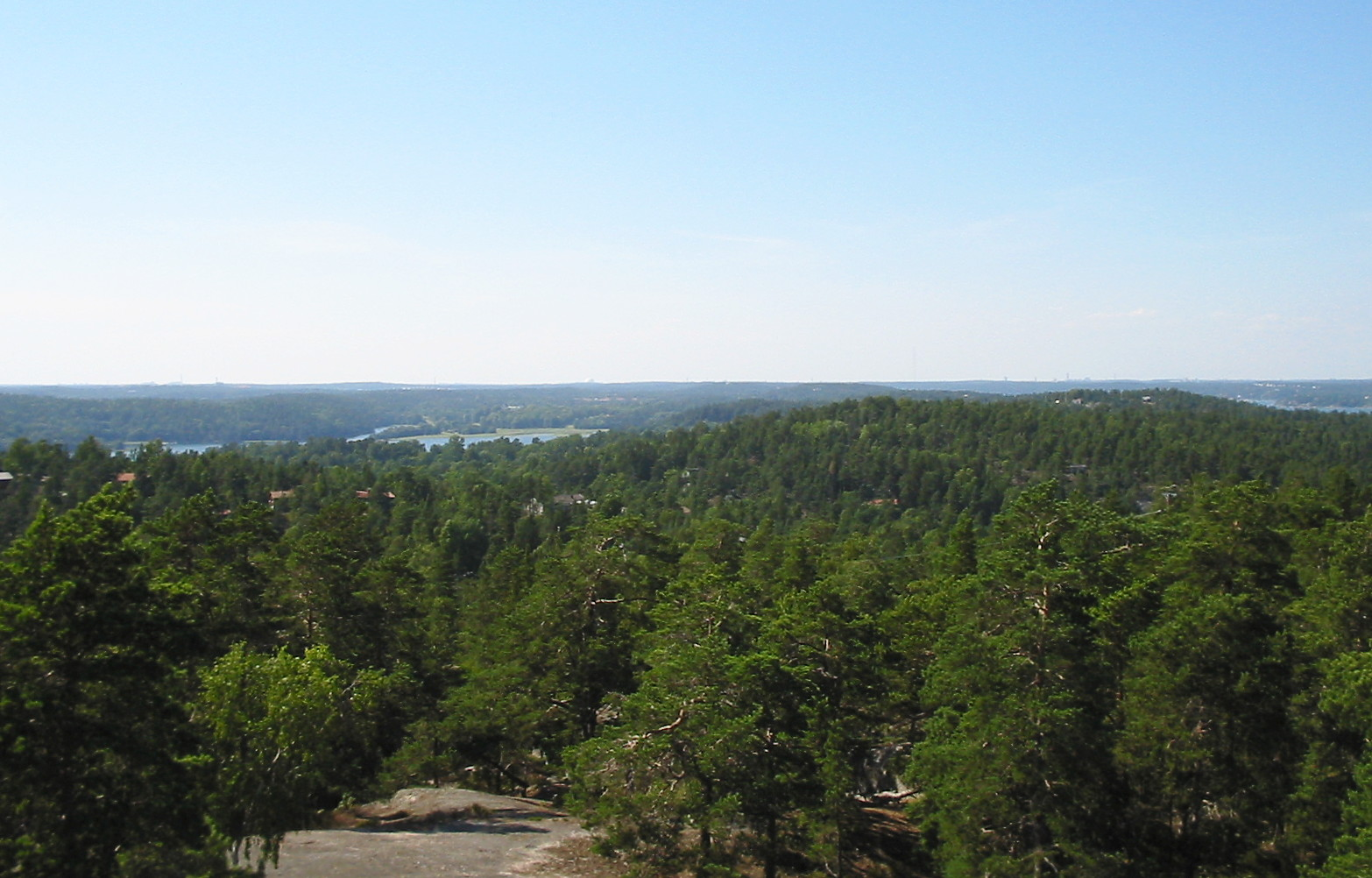
Vy från Telegrafberget mot Stockholm. Globen kan ses på horisonten.

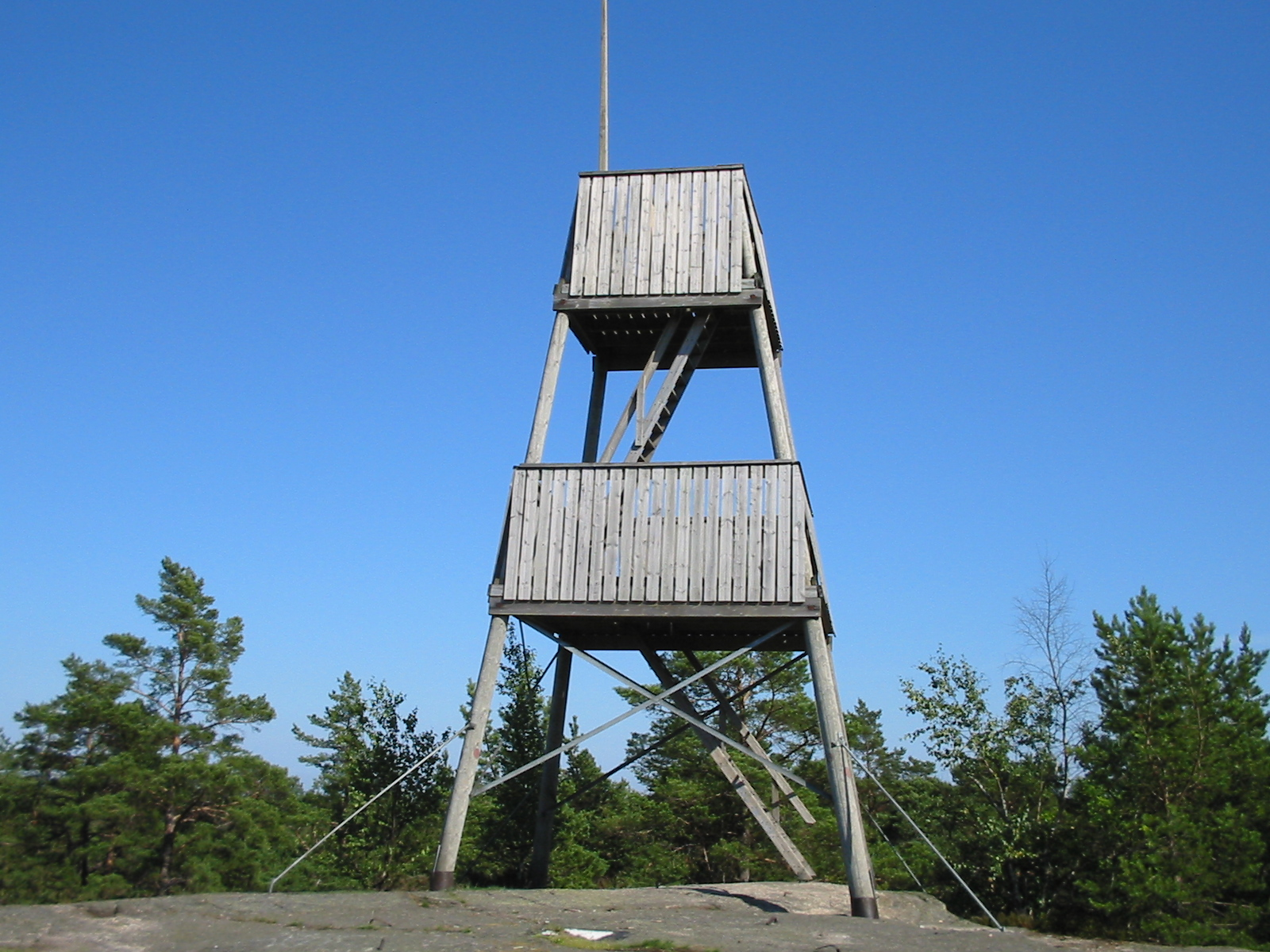
Utsiktstornet på toppen av Telegrafberget.

Telegrafberget, Tyresö har Tyresö kommuns högst belägna punkt, 84 meter över havsytan. På toppen finns ett utsiktstorn med sikt ända till centrala Stockholm, Dalarö och Gustavsberg. Telegrafberget ligger på Brevikshalvön. Sedan 2021 är Telegrafberget inklusive Ällmora träsk naturreservat.

## Beskrivning
Berget heter Telegrafberget på grund av att där, på samma plats som det nuvarande utsiktstornet står, fanns under perioden 18 juni 1836–31 december 1858 en optisk telegrafstation. Stationen ingick i ett nät av stationer som sträckte sig från Mosebacke torg ut mot Furusund och Gävle i norr. Denna station utgjorde en förgreningspunkt. 
De närmaste stationerna från Brevikshalvön låg österut i Skälsmara med slutpunkt i Korsö vid Sandhamn och söderut via Smådalarö, vidare söderut mot Landsort. Under en tidigare period, 21 augusti 1808–26 oktober 1808 fanns en optisk telegrafstation på Krusbodaberget i Tyresö. Den byggdes upp första gången optiska telegrafnätet på ostkusten upprättades under Finska kriget men som en följd av att kriget avslutades togs nätet ner. Stationen på Telegrafberget avvecklades efter att den optiska telegrafverksamheten ombildats till Kongl. Elecktriska Telegraf‐Werket 1853.